# اس‌اس اکسدس
اس‌اس اکسدس (به انگلیسی: SS Exodus) یک کشتی است که طول آن ۳۲۰ فوت (۹۸ متر) می‌باشد.این کشتی در سال ۱۹۴۷ وظیفه حمل ۴۵۰۰ یهودی از فرانسه به مقصد فلسطین را بر عهده داشته است.این کشتی در سال ۱۹۲۸ ساخته شد.